# Namiseom
Namiseom è una piccola isola a forma di mezzaluna che si trova a Chuncheon in Corea del Sud. Si è formata dall'inondazione dovuta all'innalzamento delle acque del fiume Han a nord, risultato della costruzione della diga Cheongpyeong (청평댐) nel 1944. Il nome proviene dal generale Nami (남이장군), che morì a 28 anni dopo essere stato accusato falsamente di tradimento durante il regno di Sejo, settimo re della dinastia Joseon. Sebbene il suo corpo non fu mai scoperto ci sono diverse pile di pietre dove si suppone il suo corpo sia stato sepolto. Si credeva che chiunque toccasse una di quelle pietre avrebbe portato sfortuna nella sua casa.

## Repubblica di Naminara
Sull'isola è stata dichiarata nel 2006 una micronazione, la Repubblica di Naminara.
Il 20 luglio 2018, un carro armato M48 Patton è stato ricevuto dalle forze armate della Repubblica di Corea.